# Kōnomine-ji
Kōnomine-ji (神峯寺) est le 27e temple  du pèlerinage de Shikoku. Il situé sur la municipalité de Yasuda, préfecture de Kōchi, au Japon.
On y accède, depuis le temple 26 Kongōchō-ji, après une marche d'environ 28 km. Il est situé sur une colline à une altitude de 424 m. L'arrivée est essouflante. 
Selon la tradition, un sanctuaire y fut construit pendant le règne de l'impératrice Jingū, dans lequel Amaterasu et d'autres divinités étaient vénérés. Plus tard, l'empereur Shomu aurait demandé au prêtre Gyōki à Tempyō 2 (730) de construire un temple là-bas. Gyōki lui-même a fabriqué un Kannon à onze faces pour le temple, où les dieux bouddhistes et shintoïstes étaient vénérés. En 804, le prêtre Kūkai visita le temple, qu'il appela Kannon-do (観 音 堂).
Kōnomine-ji est considéré comme un temple sekisho, une forme de point de contrôle spirituel, où le pèlerin sera autorisé à continuer ou devra recommencer le pèlerinage. C'est le deuxième sekishoji, après le temple 19, Tatsue-ji . 
En 2015, le Kōnomine-ji est désigné Japan Heritage avec les 87 autres temples du pèlerinage de Shikoku. 

## Galerie

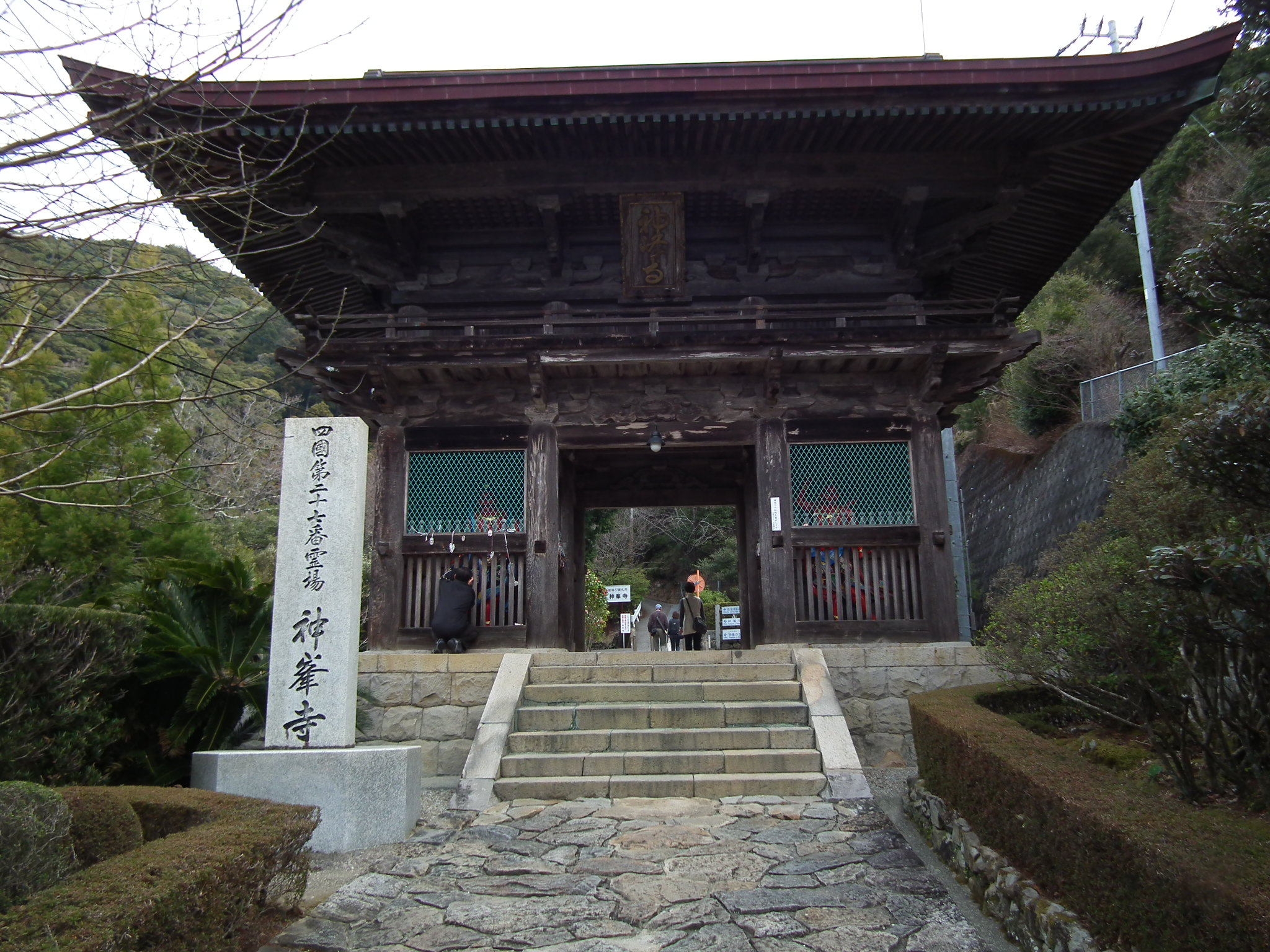
Porte du temple
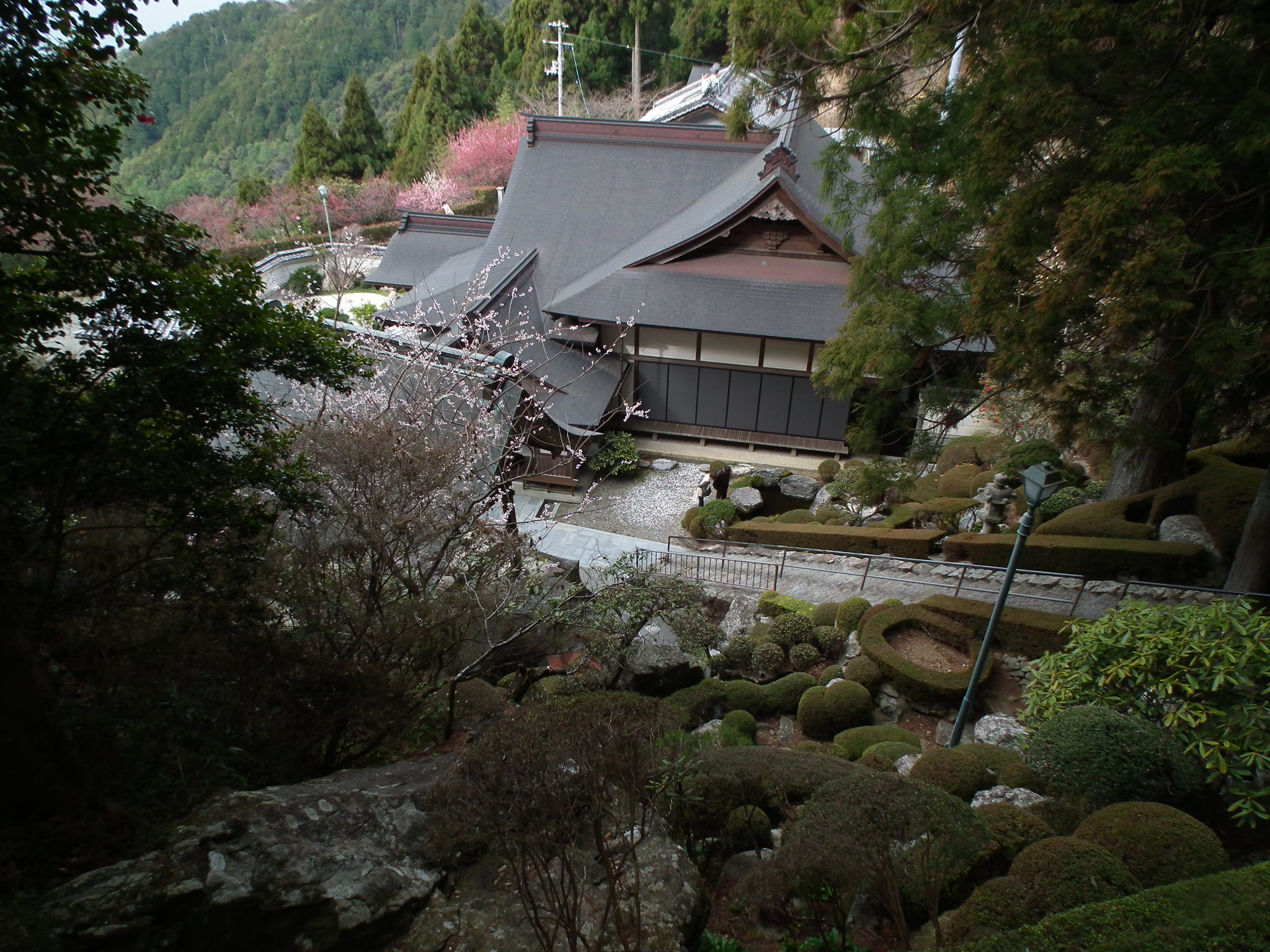
Quartier abbé
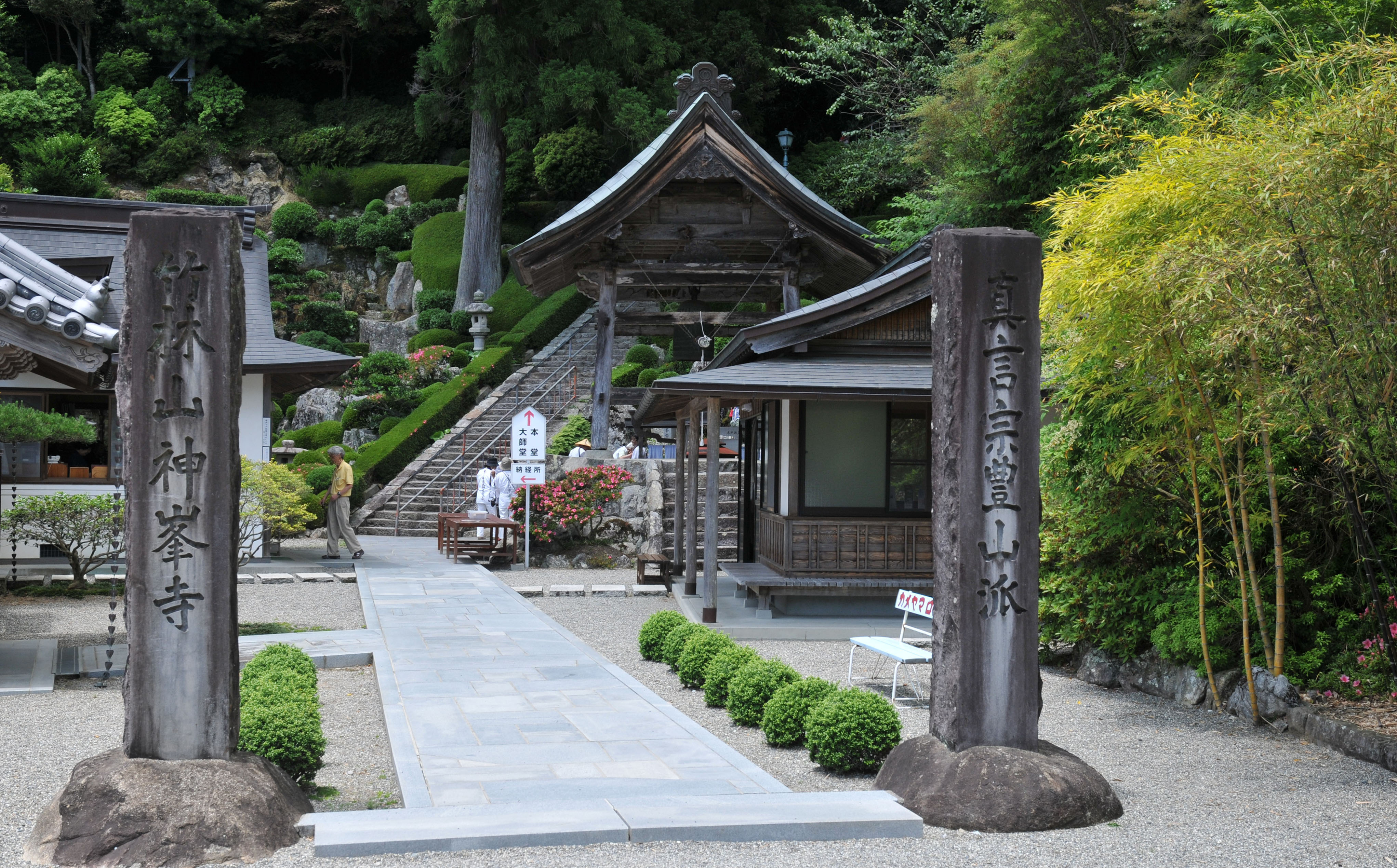
Zone d'entrée avec un clocher à l'arrière
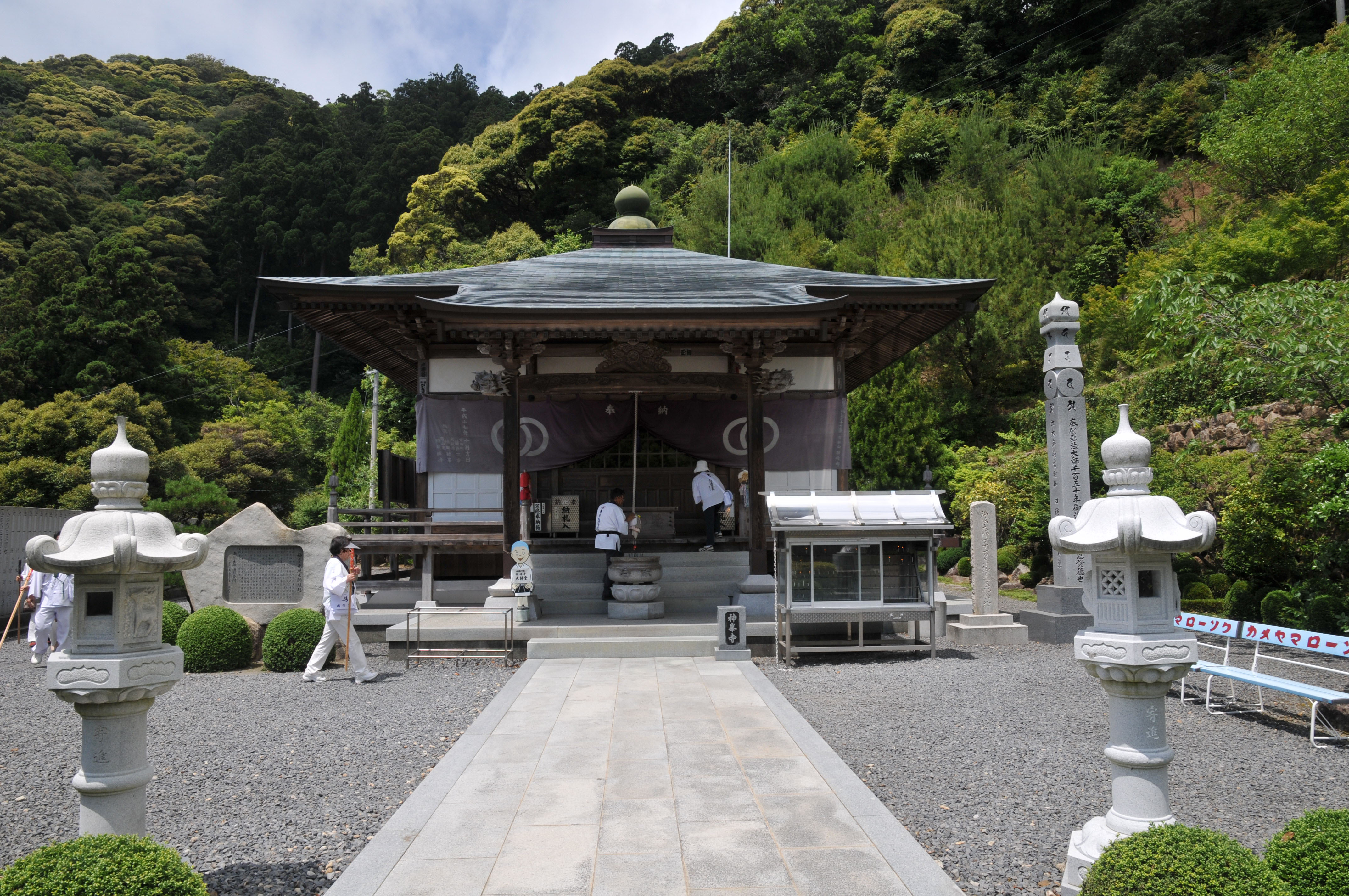
Daishidō
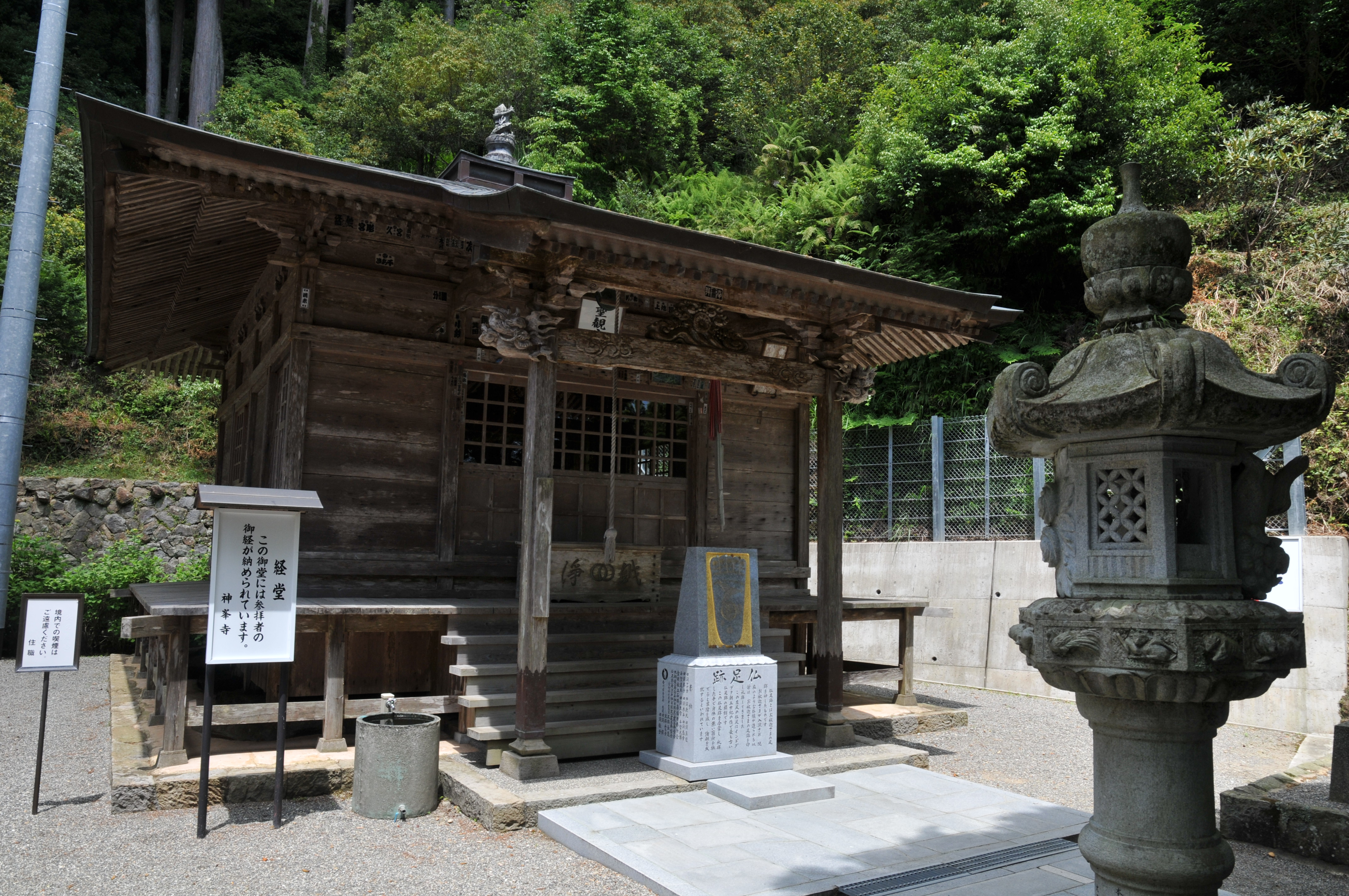
Kyōdō
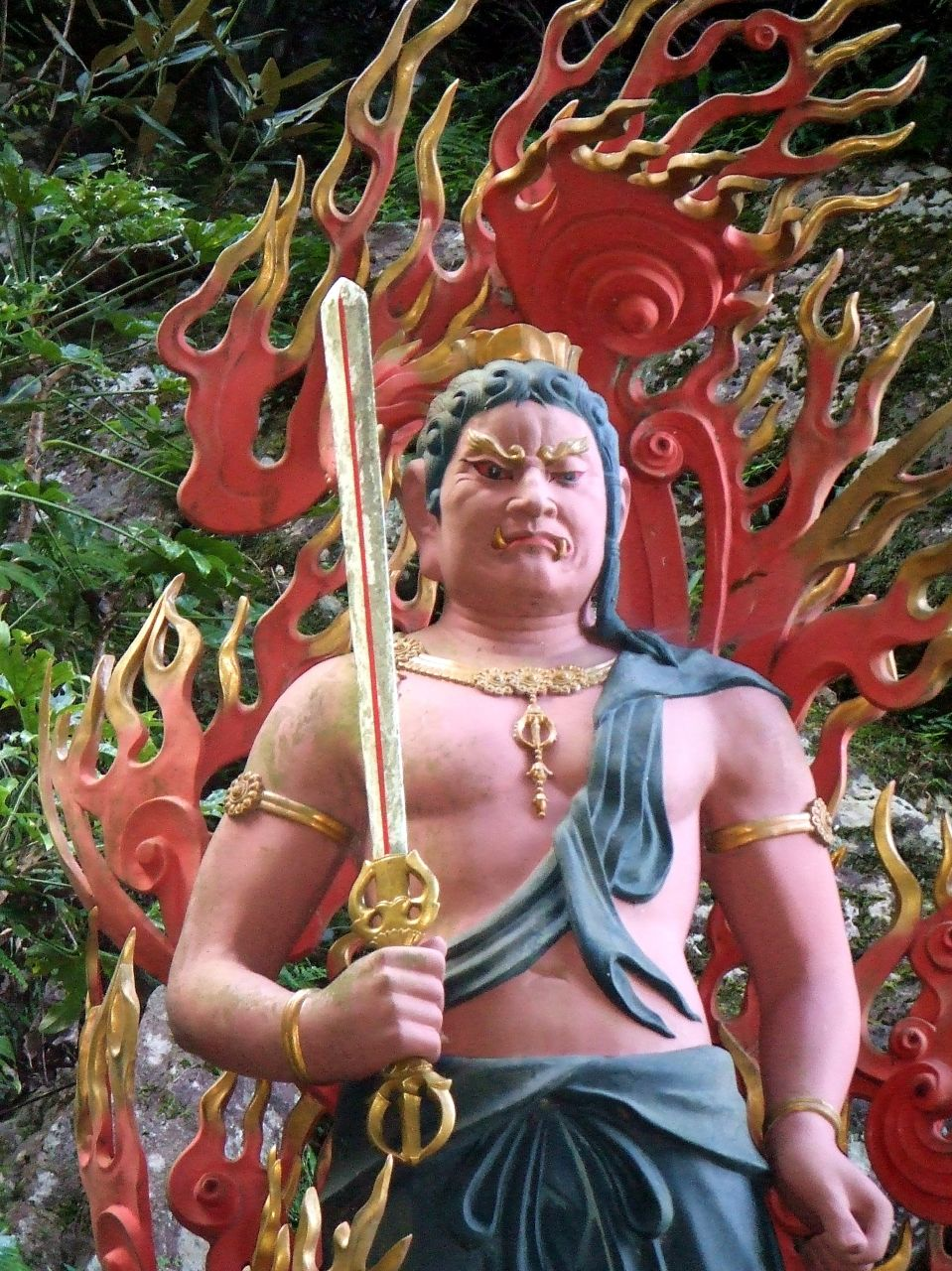
Fudō Myōō